# وادي نهر تارا

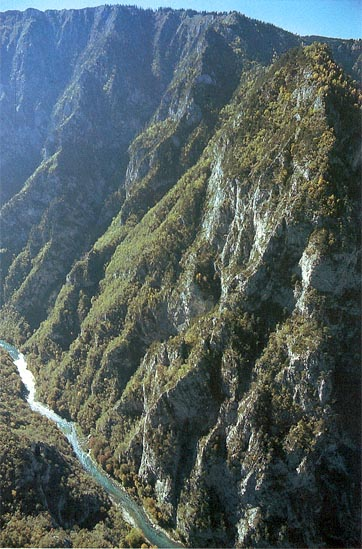
وادي نهر تارا

وادي نهر تارا هو نهر في الجبل الأسود البوسنة والهرسك ويقع شمال غرب الجبل الأسود ويصل عمقه في بعض الأماكن إلى 1300 م ويبلغ الطول الكلي لنحو 144 كيلومترا منها 104 كيلومتر في الجبل الأسود في حين أن الجزء الأخير يمتد لنحو 40 كيلومتر في البوسنة والهرسك فهو الذي يشكل أيضا الحدود بين البلدين في العديد من الأماكن وفيه المدرجات الصخرية والشواطئ الرملية والمنحدرات العالية وأكثر من 80 من الكهوف الواسعة على طول الوادي.